# عبدالله جهان‌پناه
عبدالله جهان‌پناه زاده ۱۲۹۶ ش در خیابان مولوی تهران یکی از موسیقی‌دانان سنتی ایران بود. وی از کودکی عاشق موسیقی بود و در دوران جوانی از سال ۱۳۱۳ ش توسط یکی از دوستانش با نام حسن سخی با موسیقی به صورت آکادمیک آشنایی پیدا کرد و پس از چندی نزد علیرضاخان چنگی به یادگیری ویولن پرداخت. بعد از ایشان نزد آقای آساطوریان رفت و موسیقی غربی را نیز توسط وی آموخت. در سال ۱۳۲۳ با تشکیل ارکستری مرکب از آقایان: محمد شیرخدایی (قره‌نی) حبیب‌الله صالحی (تار) اسماعیل کمالی (تار) عباس صیادی‌نژاد (پیانو) و مصطفی قراب (تنبک) آهنگی را که در پیش‌درآمد اصفهان و رِنگی را که خود ساخته بود به خوانندگی قاسم فاریا در استودیو بی‌سیم اجرا کرد.
پس از چندی موفقیت، از جهان‌پناه برای شرکت در برنامه گل ها دعوت می‌شود و وی در این برنامه با استادانی چون محجوبی، صبا، تجویدی، تهرانی و چند تن از هنرمندان بزرگ همکاری خود را شروع می‌کند.
وی برای خوانندگانی چون غلامحسین بنان، ایرج، ناصر مسعودی، جمال وفایی، احمد عاشورپور آهنگ ساخت.
جهان‌پناه در ۸ آبان ۱۳۷۵ درگذشت و در قطعه هنرمندان بهشت زهرا به خاک سپرده شد.